# Ziphius cavirostris
El zifio o ballenato de Cuvier (Ziphius cavirostris) es una especie de cetáceo odontoceto de la familia Ziphidae. Es el zifio de mayor distribución conocida. Su estudio moderno inició en 1823 por Georges Cuvier a partir de un cráneo encontrado años antes en las costas de Francia. 

## Descripción
Este cetáceo tiene un hocico corto en comparación con otras especies de zifios. El melón de su cráneo es de color blanco o crema. Posee también una banda dorsal de este color. El resto de su cuerpo varia según el individuo, desde el gris oscuro al café rojizo. La aleta dorsal varía en forma y tamaño dentro de la especie. 
El zifio de Couvier es de tamaño medio entre los cetáceos; tiene una longitud y peso promedios de 6,4 m y 3.000 kg. La hembra con frecuencia es ligeramente más grande y puede alcanzar los 7 m de longitud. Las crias miden 2,1 metros al nacer. Su longevidad está calculada en unos 40 años.
El zifio de Couvier es el mamífero que mayor profundidad y tiempo puede estar sumergido, llegando a records de 137 minutos bajo el agua y una profundidad de casi 3000 metros.

## Población y distribución
La distribución del zifio de Cuvier es conocida sobre todo a partir de varamientos. Tiene una amplia distribución a través de los océanos Atlántico, Pacífico e Índico. 
Se han encontrado individuos tan al norte como las islas Shetland y al sur hasta Tierra del Fuego.

## Estado de conservación
En 2008 se catalogó en la lista roja de la IUCN como especie bajo preocupación menor. No se disponen de estimaciones globales, sobre la población total de este cetáceo, pero se considera que su población no es inferior a 100.000 individuos. La especie tiene un rango de distribución muy amplio y las principales amenazas son los altos niveles de ruidos causado por los humanos, en especial sonares militares y las capturas accidentales. La combinación de su amplia distribución y su abundancia relativa, es suficiente para que no ocurra una disminución global mayor al 30% en tres generaciones.

## Véanse también
- Cetáceos de Chile
- Odontoceti